# Opistotonus
Opistotonus je specifická poloha, při které leží pacient na zádech, opírá se o hlavu a paty. Má tělo prohnuté do oblouku dopředu jako důsledek křečovitého spasmu zádového svalstva. Všechny svaly v těle postiženého jsou staženy, horní končetiny jsou zkroucené. Tato poloha se nazývá poloha mostu.

## Příčiny
Příčinou opistotonu je tetanus, eklampsie nebo také mozková obrna. Dále může opistotonus způsobovat hystérie, záchvat histriónské poruchy osobnosti, zánět meningů (meningitida), úraz hlavy a v neposlední řadě také decerebrační rigidita.